# Pietra di Bologna

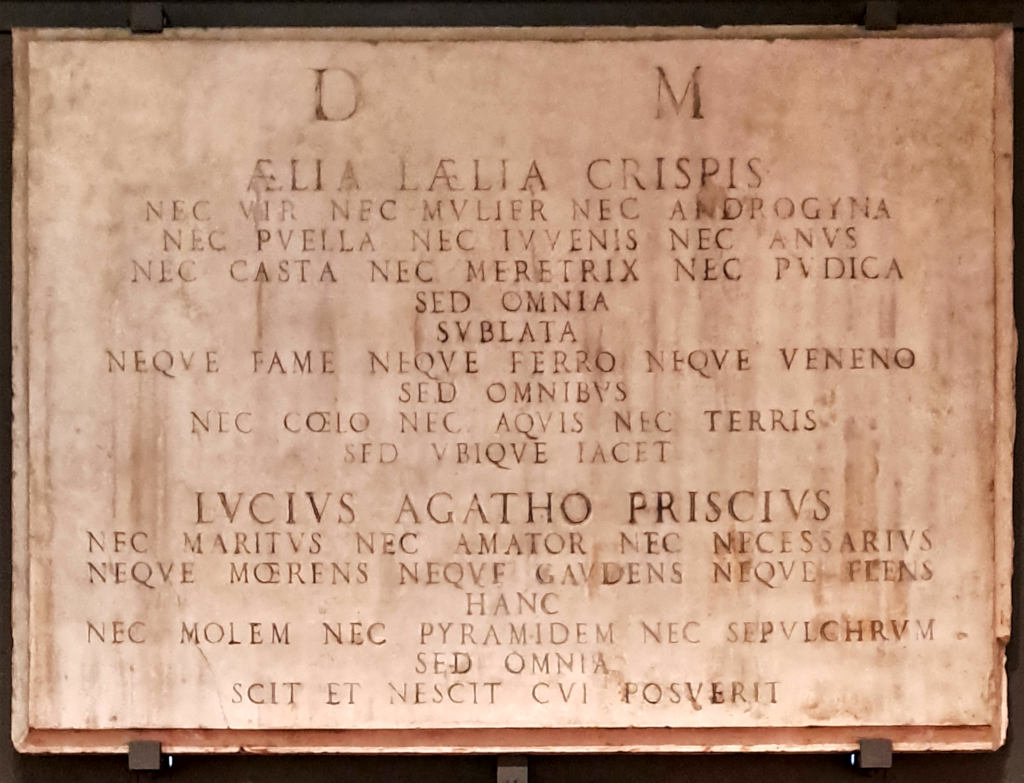
Pietra di Bologna o Enigma Aelia Laelia Crispis

La Pietra di Bologna è un'iscrizione latina per Aelia Laelia Crispis, risalente probabilmente al XVI secolo, anche conosciuta come enigma di Aelia Laelia Crispis.
È incisa su una pietra rettangolare, e si tratta di una falsa iscrizione funeraria dedicata da un uomo che si nascose dietro allo pseudonimo di Lucius Agatho Priscius a una misteriosa donna chiamata Aelia Laelia Crispis.

## Origine dell'iscrizione
I primi riferimenti alla pietra di Bologna compaiono in alcuni documenti del XVI secolo. In particolare, l'erudito belga Giovanni Torre, ospite di Marcantonio Volta presso il complesso di Santa Maria di Casaralta, la nota su una parete della chiesa e ne cita il testo in una lettera indirizzata a un collega inglese. Da allora l'iscrizione è stata annotata spesso nei diari di viaggio o nella corrispondenza degli ospiti dei Volta. Una menzione ancora precedente è contenuta in una lettera dell'arcivescovo di Cagliari Antonio Parraguez de Castillejo diretta a Juan Paz del 3 dicembre 1559. Il prelato sostiene che si tratti di un'iscrizione funeraria rinvenuta nell'Isola da "dos medicos ornados de buenas letras humanas" ("Due medici fini conoscitori della letteratura"). Uno di loro è certamente il filosofo e protomedico sassarese Gavino Sambigucci, il quale fu a Bologna presso il Volta qualche tempo dopo.
Il complesso di Casaralta, sito nell'omonimo sobborgo bolognese, era stato eretto nel XIII secolo quale priorato dell'Ordo Militiæ Mariæ Gloriosæ, meglio conosciuto come ordine dei frati gaudenti. Nel 1550 il complesso diventò una commenda e fu assegnato ad Achille Volta, che lo ampliò e ne arricchì gli interni con particolari stravaganti: un caminetto con le fattezze di un'enorme maschera, la cui bocca larga tre metri costituiva l'apertura; il dipinto di un rinoceronte con il motto "No vuelo sin vencer" ("non volo senza vincere" in spagnolo); un bassorilievo di marmo al di sotto del quale compariva la scritta "Asotus XXX".
Il testo dell'iscrizione potrebbe essere stato concepito in questo clima da cenacolo umanistico, vicino al mistero, all'allegoria e all'esoterismo.
Nel XVII secolo la dimora fu abitata dal senatore Achille Volta, omonimo del suo antenato, che fece ricopiare il testo - ormai illeggibile - su una nuova lastra di marmo rosso. Questa copia è la "pietra di Bologna" oggi visibile.
In questo rifacimento il testo ha perduto tre versi finali che forse comparivano nella versione originale:
Secondo Richard White queste righe sono la traduzione di un antico epigramma greco attribuito ad Agatia lo Scolastico. Il testo sarebbe stato latinizzato dapprima da Decimo Magno Ausonio e, un millennio dopo, da Poliziano.
La lapide scampò al bombardamento aereo che nel 1943 distrusse parte dell'antico complesso di Casaralta.
Attualmente l'iscrizione, restaurata nel 1988, è conservata a Bologna presso il lapidario del Castellaccio del Museo Civico Medievale di Palazzo Ghisilardi-Fava, assieme a un'altra più piccola che ne ricorda la trascrizione per opera del senatore Volta.

## Interpretazioni
L'iscrizione di Aelia Laelia Crispis ha sempre suscitato grande interesse, specie in ambito alchemico.
Ecco alcune delle principali soluzioni proposte già nel XVI secolo:
- Niobe (Richard White, XVI secolo)
- Una delle amadriadi, ovvero una ninfa delle querce (Ulisse Aldrovandi, XVI secolo)
- L'acqua piovana (Michelangelo Mari, XVI secolo).

Tra le interpretazioni più fantasiose vi è anche una lettura di ispirazione alchemica del testo, che faceva riferimento alla pietra filosofale. Secondo questa teoria, interpretando il testo correttamente si potrebbe giungere a sintetizzare la famosa pietra, chimera degli alchimisti.
Nel XVII secolo il letterato Emanuele Tesauro ha sostenuto che la lapide "sarebbe bastata da sola alla fama di Bologna". Lo storiografo Serafino Calindri nel XVIII secolo affermò che "celebre ed insigne sarebbe stata Bologna, se altro ancora non avesse avuto e contenuto in sé stessa, che questa enigmatica lapide".
Una trattazione dell'argomento si deve anche a Carl Gustav Jung (Mysterium Coniunctionis 1955-56).
Le interpretazioni più recenti vogliono che l'iscrizione non sia altro che un gioco umanistico, uno scherzo, un'invenzione erudita per far scervellare gli interpreti.
La mancanza di una soluzione univoca lascia spazio all'immaginazione letteraria. Gérard de Nerval cita Aelia Laelia in due racconti: Pandora e Le Comte de Saint-Germain. 
Nel 2000, l'editore Diabasis ha pubblicato il volume Aelia Laelia. Un mistero di pietra, raccolta di 11 racconti gialli ispirati al mistero della pietra, scritti da autori emiliani e romagnoli, tra cui Valerio Massimo Manfredi, Giuseppe Pederiali, Danila Comastri Montanari, Piero Meldini e Valerio Varesi. Nel maggio 2009 è stato pubblicato il romanzo Il miele di Chopin di Franco Gandolfi, Edizioni Pendragon, nel quale, sempre nell'ambito della finzione letteraria, è proposta una nuova soluzione interpretativa dell'enigma.
Con riferimento all'iscrizione, nel 1982 viene fondata da Carlo Bordini la casa editrice Aelia Laelia, in forma di cooperativa editoriale.